# Trajan Doda

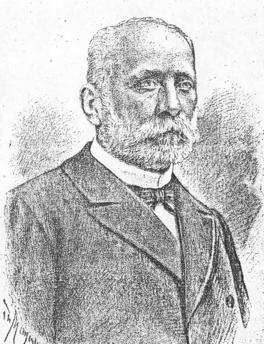
Trajan Doda

Trajan (Traian) Doda (* 15. Juli 1822 in Prilipeț, Kreis Caraș-Severin; † 16. Juli 1895 in Caransebeș) war ein österreichischer General, Abgeordneter im ungarischen Reichstag und eine wichtige Persönlichkeit des Banats des 19. Jahrhunderts rumänischer Abstammung.

## Biographie
Trajan entstammte einer bäuerlichen Grenzerfamilie (sein Vater Traian war Verwaltungsfeldwebel im Walachisch-Illyrischen Grenzregiment, betrieb außerdem erfolgreich eine Seidenraupenzucht) und besuchte die Schule in Prilipeț, Mehadia und Caransebeș. Wegen seiner besonderen Begabung wurde er an der Theresianischen Militärakademie in der Wiener Neustadt aufgenommen.

### Der Offizier

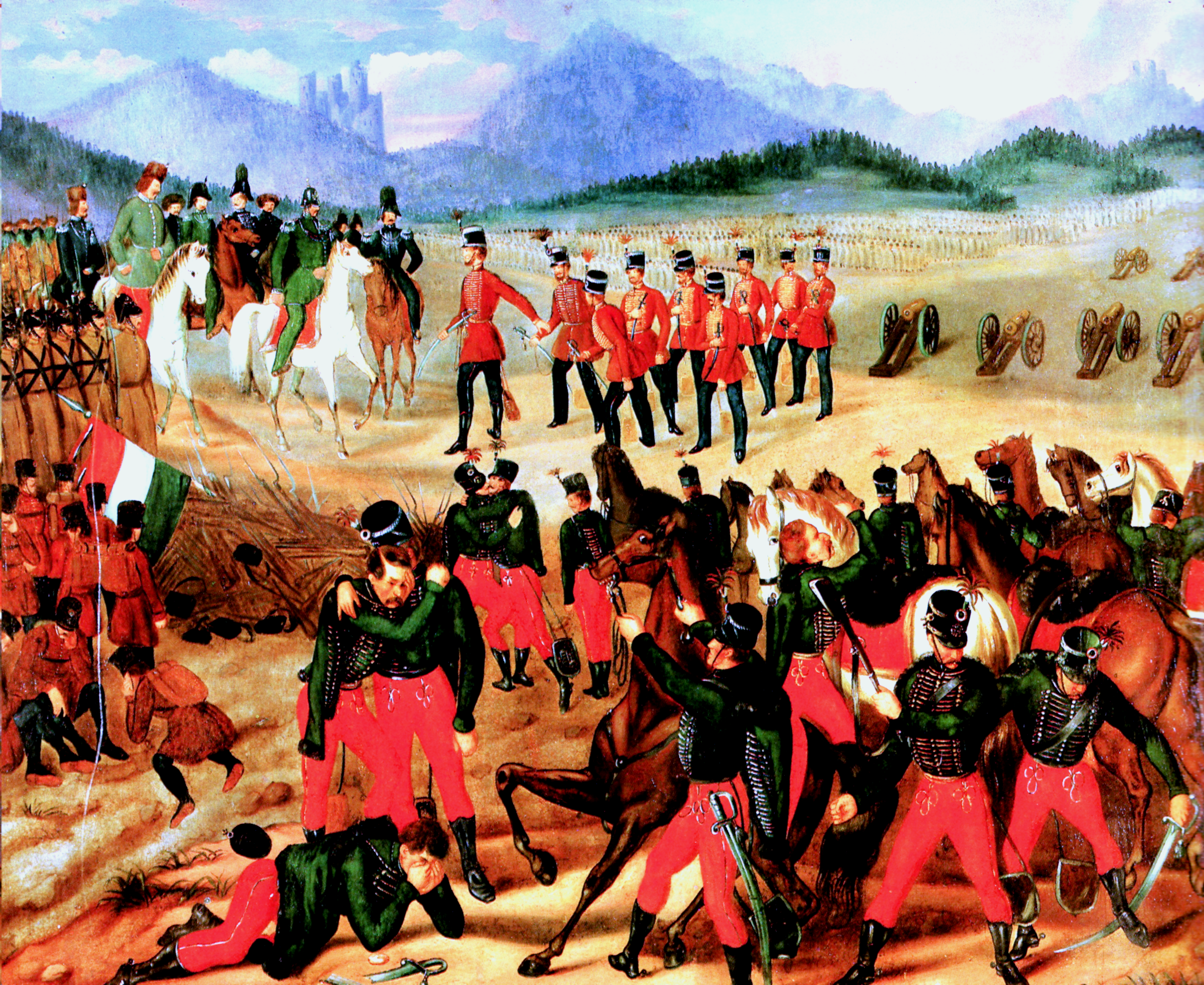
Kapitulation der ungarischen Armee bei Világos 1849

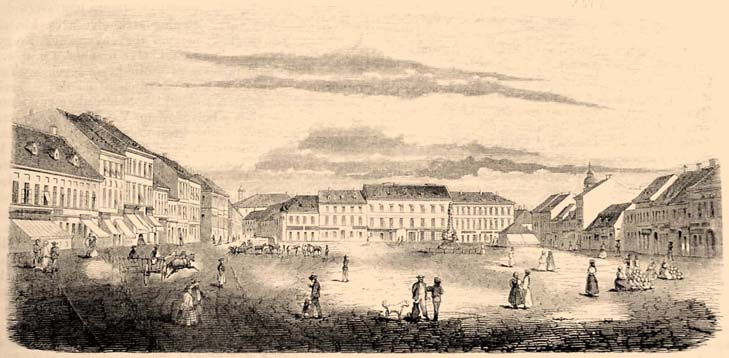
Arad im 19. Jahrhundert

Bereits im Jahre 1842 trat Doda als Leutnant bei der Grenzverwaltung ins Banater Romanen Grenzregiment Nr. 13 ein und leitete drei Jahre lang die mathematische Lehranstalt in Caransebeș. Im Jahr 1848 noch Oberleutnant machte er die Belagerung Venedigs mit, wo er auf Vorposten in Cava Zuccherina einen erfolgreichen Streich ausführte, indem er mit 40 Mann am 6. November eine feindliche Abheilung von 40 bis 50 Gegnern in Cavallino aufhob, und ihr ein Schiff abjagte. Er avancierte sofort zum Hauptmann. Während des ungarischen Aufstands wurde er in einem Gefecht bei Reschitza schwer verwundet. Im Jänner 1849 versah er den Dienst eines Generalstabsoffiziers im Korps des Feldmarschallleutnants Joseph von Gläser. Im Treffen bei Arad am 8. Februar des Jahres dirigierte er, von der Notwendigkeit getrieben, ungeachtet des diesbezüglichen Verbotes, vier Raketengeschütze über die gefrorene Marosch, wodurch der Feind zurückgedrängt und mehrere umzingelte Abteilungen des 2. Bataillons Leiningen befreit wurden. Später führte er dreimal mit Einsicht und Glück Verproviantierungskolonnen und auch zwei metallene 24-pfündige Kanonen nach Arad. Für sein entschlossenes und einsichtsvolles Verhalten bei dieser Gelegenheit wurde ihm die allerhöchste Zufriedenheit und das Militärverdienstkreuz (KD.) zuteil. Er entwickelte auch gelungene Pläne als Generalstabsoffizier unter Eduard Graf von Clam-Gallas bei der Okkupation Siebenbürgens und machte die Gefechte bei Illyefalva am 23. Juli und bei Bükszád am 1. August mit.
Am 1. Dezember 1857 rückte er zum Major im Warasdiner St. Georger Grenzregiment Nr. 6 vor. In diesem Rang wurde er im April 1858 zum Generalquartiermeisterstab transferiert. Er war sodann vom 1. Oktober 1859 bis 1. September 1860 Stabschef beim 8. Armeekommando, wo er am 18. August 1860  zum Oberstleutnant und zeitnah zum Generalstabschef des Generalquartiermeisterstabes befördert wurde. Im Jahr 1864 wurde er zum Oberst mit der Einteilung zum Grenzinfanterieregiment Nr. 2 ernannt und übernahm die Geschäfte des Platzkommandanten in Venedig. Er wurde am 20. November 1866 Generalstabschef des Generalkommandos zu Agram.
Der Offizier war danach Oberst-Brigadier der 13., sodann ab Oktober 1869 der 22. Truppendivision.
Zum Generalmajor avancierte Doda am 30. April 1870 (Rang vom 11. Mai des Jahres), wurde Kommandant der 1. Infanteriebrigade der 12. Infanterie-Truppen-Division in Krakau und trat am 1. November 1872 in Pension.

### Der Politiker

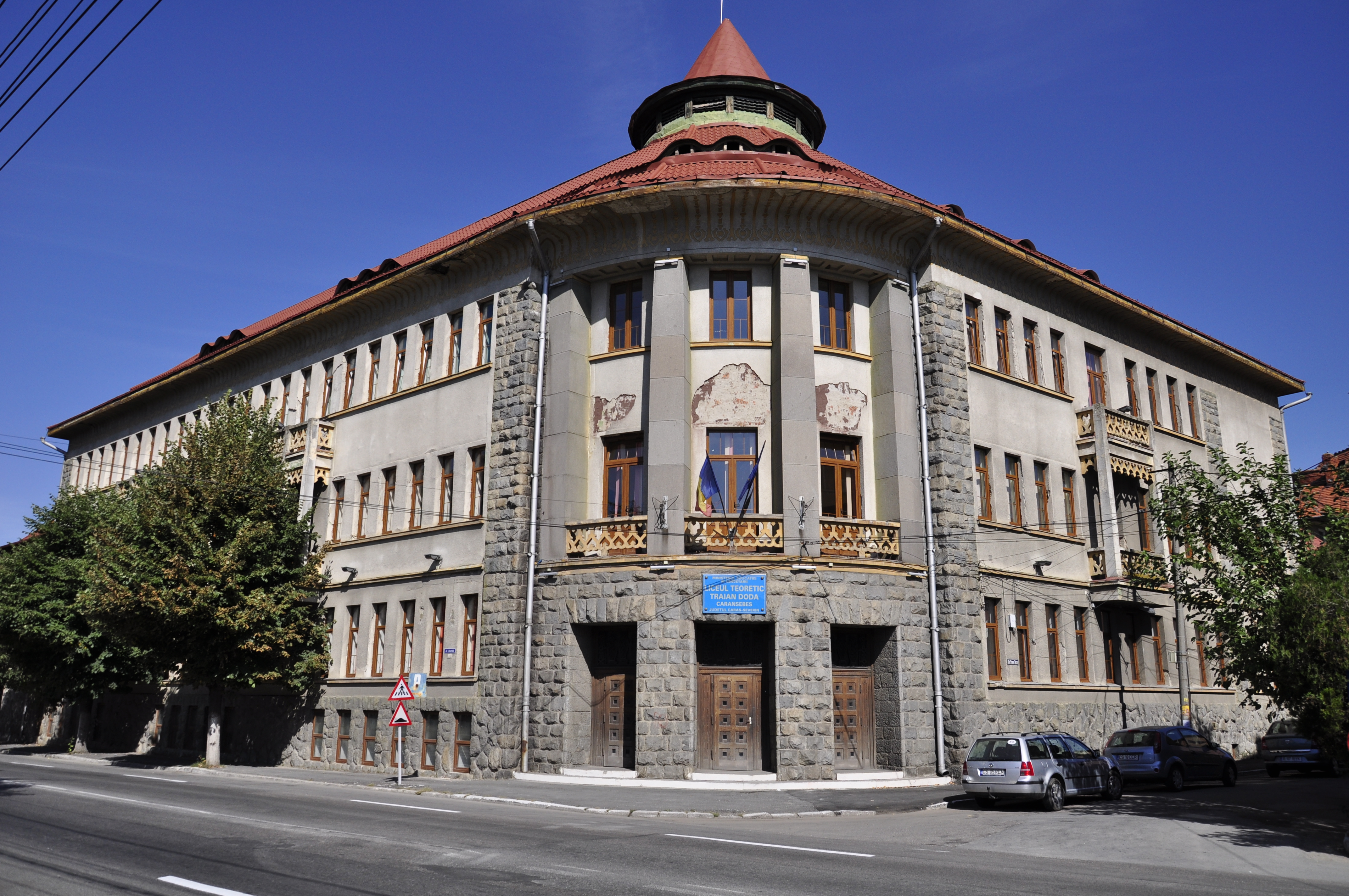
Gymnasium „Traian Doda“ in Caransebeș

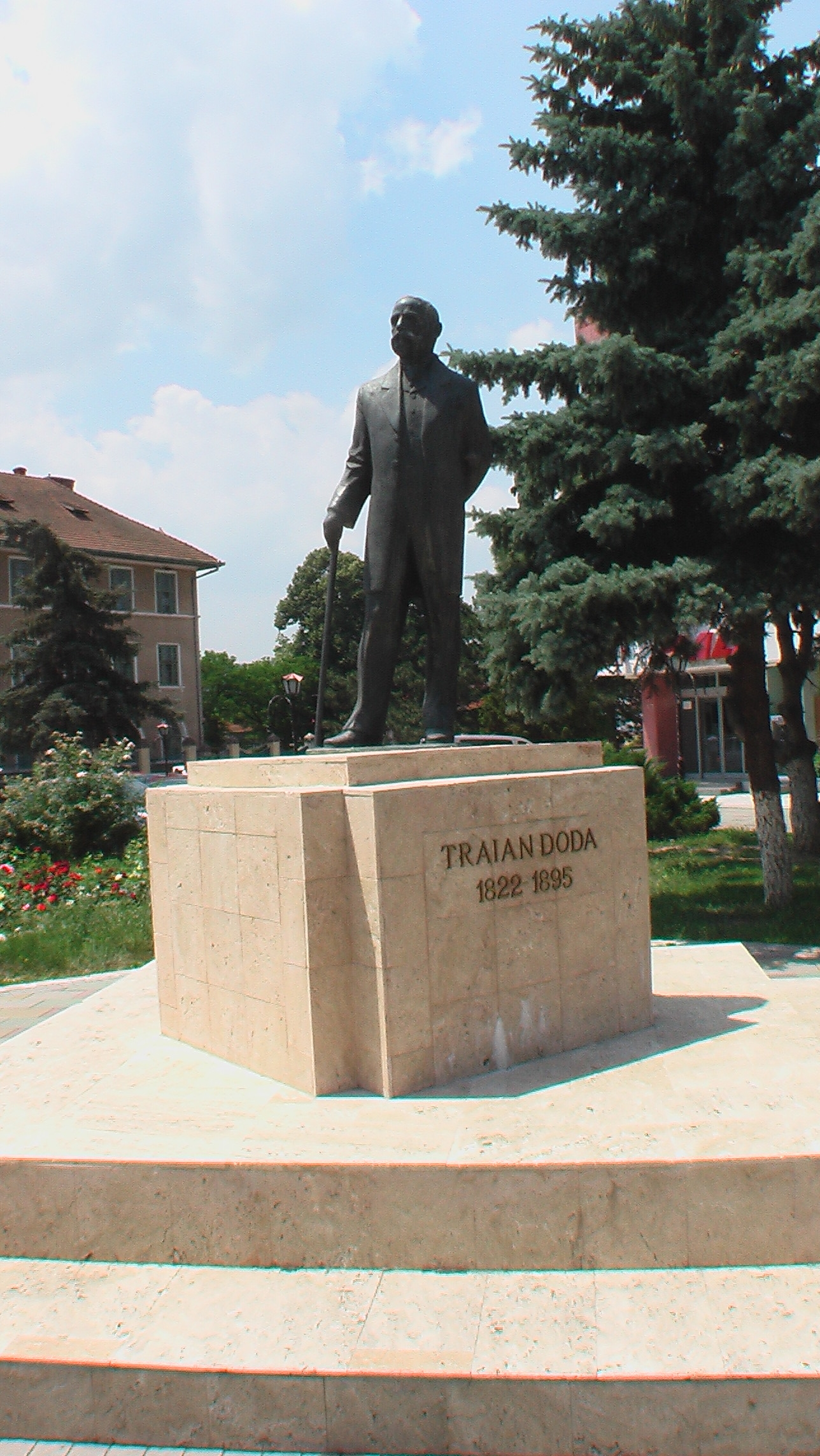
Statue des Trajan Doda in Caransebeș

Nach seinem Ausscheiden aus der Armee, war Doda, der sechs Sprachen fließend sprach, Präsident der Gemeinschaft zur Vermögensverwaltung der Grenzregimenter, die eine große und wichtige politische und soziale Rolle im Leben der Rumänen in Banat spielte.
Bereits 1873 setzte sich der General für ein Lyzeum in rumänischer Sprache in Caransebeș ein, was aber wegen des Widerstands der ungarischen Behörden erst 1919 gelang. Ihm zu Ehren trägt dieses Gymnasium heute seinen Namen.
Der General a. D. wurde erstmals am 10. Januar 1874 einstimmig in Caransebeș zum Abgeordneten des ungarischen Reichstags in Budapest gewählt, danach noch fünfmal bis 1887 und stand an der Spitze des Kampfes für die gleichen Rechte der Rumänen in Siebenbürgen und Banat. Dafür wurde er von ungarischer Seite oft verurteilt, beschimpft und mit Spott überhäuft.
Die überwiegend von Ungarn bewohnte Gemeinde Kornyareva im Komitat Krassó-Szörény wollte zum Beispiel den Kaiser zu ihrem Abgeordnetenkandidaten küren, da Trajan Doda nichts für sie getan habe und sie nichts mehr von ihm wissen wollten.
Der Hass des für die Gleichstellung des Rumänentums kämpfenden Doda kulminierte im Oktober 1875. So kam es während einer in Caransebeș anlässlich seiner Wiederwahl als Deputierter zum Eklat. Die erzürnten, von der Zeitung „Hons“ (selbsternannte Landesverteidiger) betitelten Nationalisten, ließen ihrer Wut freien Lauf. Unter wüsten Beschimpfungen forderte sie unter anderem pathetisch den Staatsanwalt auf, seine Pflicht gegen den Missetäter zu erfüllen. Die Zeitungsredaktion stellte dazu fest, wenn nun der Staatsanwalt gegen den missliebigen General einschreiten sollte, würde er vor ein ungarisches Geschworenengericht gestellt und von diesem unzweifelhaft verurteilt werden. So erschiene er dann als Hochverräter an seinem ungarischen König und doch gleichzeitig als Patriot gegenüber seinem Kaiser und obersten Kriegsherrn und gegenüber dem Gesamtreich. Weiters wurde festgestellt, dass derlei Möglichkeiten in einem geordneten Reiche nicht einmal denkbar erscheinen dürften.
In der ungarischen Reichstagswahl von 1887 errang Doda als einziger rumänischer Politiker einen Sitz im Parlament. In einem Brief an den Parlamentspräsidenten kündigte Doda an, sein Mandat nicht wahrzunehmen: "Ich wäre im Reichstag der einzige und alleinige Vertreter des ganzen rumänischen Volkes und auf mir würde die Pflicht lasten, die schwer geschädigten und noch ernster bedrohten nationalen Interessen von nahezu 3 Millionen Staatsbürgern einzig und allein 423 Reichstagsabgeordneten gegenüber zu vertreten und zur Geltung zu bringen. Diese Aufgabe würde meine bescheidene Fähigkeit derart weit übersteigen, daß [sic] ich mich nicht einmal mit dem Gedanken zu befreunden vermöchte."
Tatsächlich wurde er für eine Wahlrede vom 14. Oktober 1887, in der er die Freiheit und Selbstbestimmung der rumänischen Bevölkerung eingefordert hatte, unter anderem infolge der Schließung weiterführender rumänischer Schulen durch die ungarischen Administration, am 17. September 1888 in Arad angeklagt und in Abwesenheit (Doda hielt sich vorsichtshalber in Wien auf) von einem magyarischen Gericht zu zwei Jahren Zuchthaus und einer Geldstrafe von 2 000 Kronen verurteilt. Kaiser Franz Joseph I. hob das Urteil jedoch auf. Bald darauf erlitt Doda einen Schlaganfall und konnte sich danach nicht mehr politisch betätigen.
Zu seiner Beerdigung strömten tausende Rumänen zu den Trauerfeierlichkeiten und der Bischof von Caransebeş, Nicolae Popea, zelebrierte das Hochamt persönlich.
An seinem Grabstein auf dem städtischen Friedhof ist die folgende Inschrift angebracht worden: „Dreptatea ţi-a fost deviza, luptând pentru ea te-ai stins.“ („Gerechtigkeit war Dein Motto, für sie kämpfend bist Du erloschen.“)

## Werke
Neben mehreren Schriften zur politischen Theorie schrieb er „Dreptatatea“ („Gerechtigkeit“), worin er die Situation der Rumänen im Banat und Siebenbürgen beschrieb und sich damit auseinandersetzte.